# Lonlay-le-Tesson
 Lonlay-le-Tesson  es una población y comuna francesa, situada en la región de Baja Normandía, departamento de Orne, en el distrito de Alençon y cantón de La Ferté-Macé.

## Demografía
| 319 | 293 | 264 | 215 | 220 | 227 |
| Para los censos de 1962 a 1999 la población legal corresponde a la población sin duplicidades (Fuente: INSEE [Consultar]) |     |     |     |     |     |